# Karel Kuttelwascher

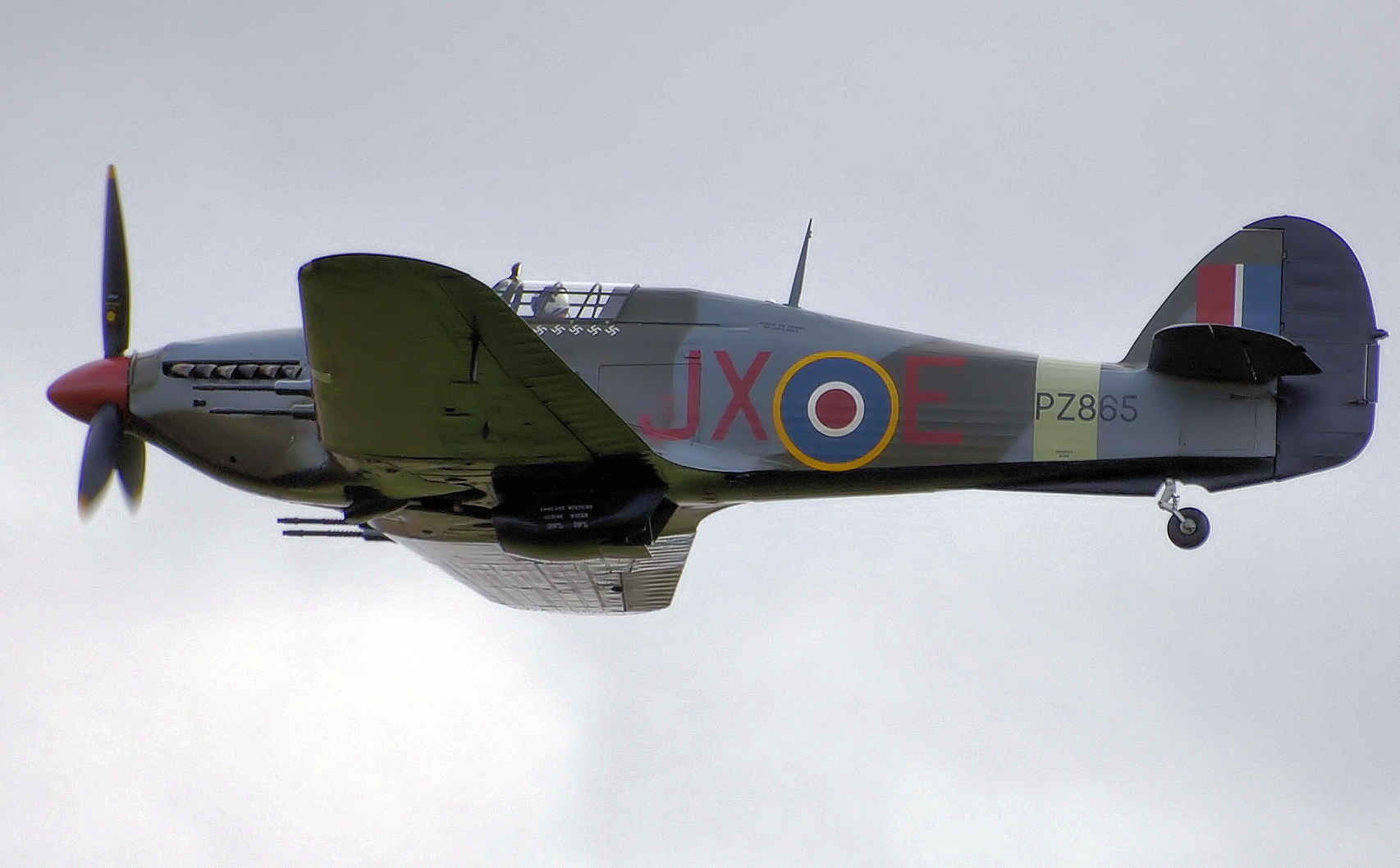
Hawker Hurricane PZ865 Battle of Britain Memorial Flight s rekonstrukcí kamufláže letounu BE581, na kterém létal Karel Kuttelwascher

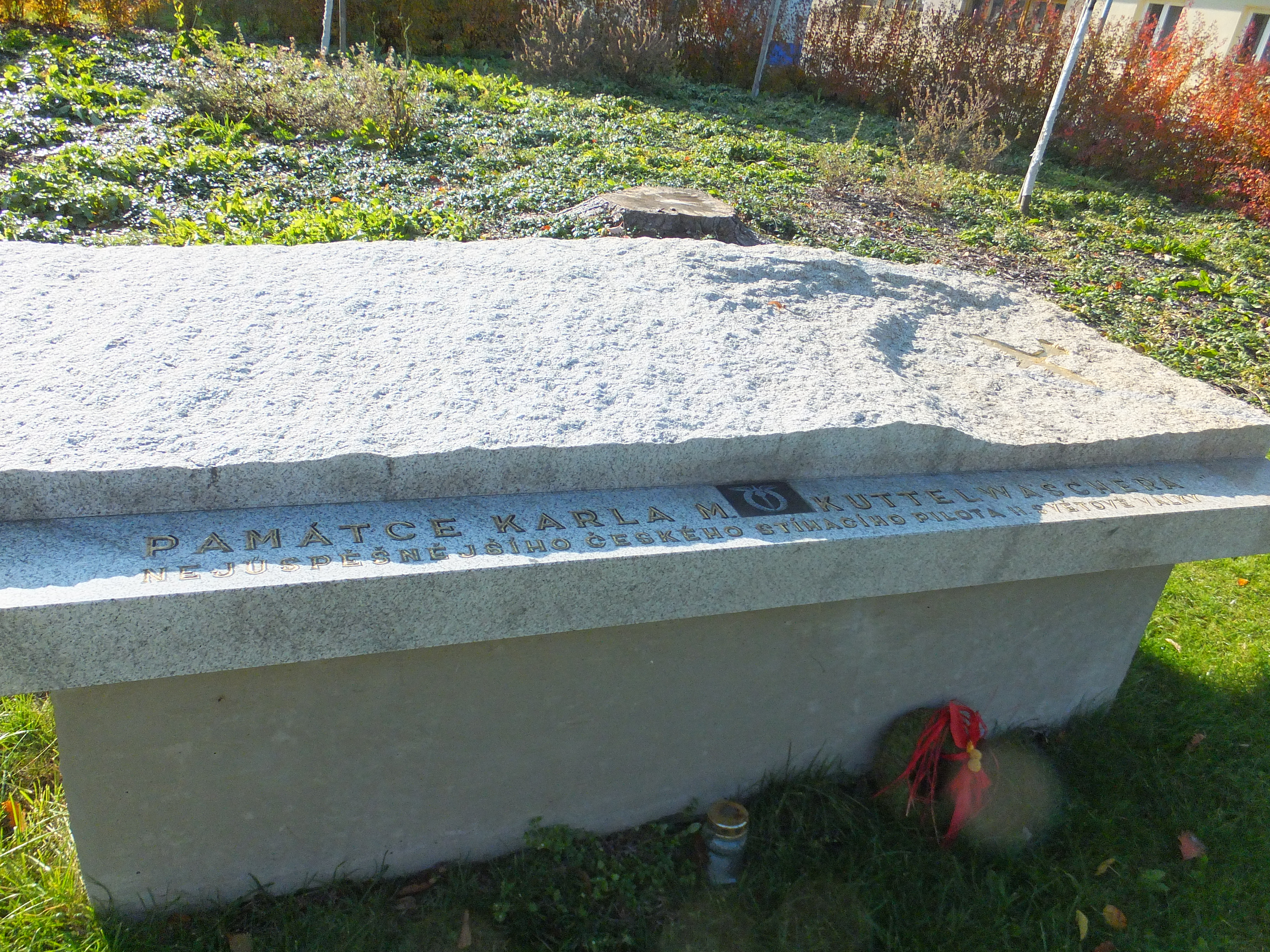
Pomník Karla Kuttelwaschera ve Svatém Kříži

Karel Miloslav Kuttelwascher, zvaný „Kut“ (23. září 1916, Svatý Kříž u Německého Brodu – 17. srpna 1959, Truro, Velká Británie), byl český stíhač – letecké eso britského královského letectva v době druhé světové války. Byl nejúspěšnějším českým pilotem RAF a jediným československým dvojnásobným držitelem britského Záslužného leteckého kříže (DFC and Bar).

## Život

### Mládí
Karel Kuttelwascher se narodil ve vesnici Svatý Kříž (dnes součást Havlíčkova Brodu). Jeho otcem byl Josef Kuttelwascher (*1881) a matkou Kristina, rozená Kerberová (*1886). V roce 1934 vstoupil do československého letectva. Po absolvování pilotní školy v Prostějově (létal zde na školních typech Letov Š-118 a Praga BH-39) byl přiřazen na letiště Praha-Kbely k leteckému pluku č. 1 T. G. Masaryka, kde prodělal stíhací výcvik. V květnu 1938 byl přeložen k 32. stíhací letce téhož pluku v Hradci Králové vyzbrojené stíhacími letouny Avia B-534. Po německé okupaci Československa uprchl 19. června 1939 do Polska, odkud ještě před začátkem války pokračoval s dalšími piloty do Francie, kde se mělo formovat české letectvo v emigraci (někteří piloti jako například Josef František však zůstali v Polsku).

### Ve Francii
Po příchodu do Francie byli piloti přijati jen do Cizinecké legie. To se změnilo až po vypuknutí druhé světové války. Kuttelwascher byl s dalšími letci přeškolen na létání na letadlech francouzského letectva ve výcvikové základně stíhačů Centre d'Instruction de Chasse No 6 v Chartres. Po německém vpádu do Francie byl 17. května 1940 přidělen k francouzské squadroně GC III/3 dislokované na letišti Beauvais-Tillé, používající letouny Morane-Saulnier MS.406C.1. Dne 19. května 1940 již asistoval jednou třetinou na sestřelu He 111 poblíž Estrées-St. Denis. Dne 21. května 1940 se jednotka přesunula na letiště Cormeilles-en-Vexin, kde dokončila přezbrojování na stroje Dewoitine D.520C.1. S tímto letounem 6. června dosáhl pravděpodobného sestřelu Bf 109 v prostoru Albert, o deset dní později asistoval při sestřelu německého pozorovacího letounu. Není přesně jasné, kolika vítězství v bojích s piloty Luftwaffe dosáhl. Nekompletní francouzské archivní materiály neuvádí ani jeden úspěch, ale Kuttelwascher hovořil o několika, zpravidla o šesti sestřelech. Nejpravděpodobnější variantou je jeden individuální sestřel a dva společné. Po porážce Francie opustil její služby 1. července a na lodi se dostal do Velké Británie.

### Ve Velké Británii
V září 1940 byl odeslán k přeškolení na Hawker Hurricane k 5. OTU v Aston Downu.
Dne 3. října 1940 byl přidělen k 1. stíhací peruti s hodností Sergeant. V té době peruť operovala se stroji Hurricane Mk.I ze základny ve Witteringu v Lincolnshiru.
Peruť se v té době přemístila z jižní Anglie, a tak Kuttelwascher do bojů Bitvy o Británii výrazněji nezasáhl. Dne 15. prosince se peruť přesunula do Northoltu a létala na bojové mise nad severní Francií. Dne 5. ledna 1941 se 1. peruť přestěhovala na základnu Kenley v Hrabství Surrey. Dne 2. února 1941 Kuttelwascher v rámci akce „Circus 2“ dosáhl prvního úspěchu v řadách RAF, pravděpodobného sestřelu Bf 109E. V únoru jednotka přezbrojila na Hurricane Mk.IIA, k nimž v dubnu přibyly ještě stroje verze Mk.IIB. Z Kenley se squadrona přesunula 7. dubna do Croydonu. Prvního oficiálně uznaného sestřelu dosáhl 8. dubna 1941. Jednalo se o Messerschmitt Bf 109E jednotky II./JG 26 „Schlageter“, za jehož řízením seděl Lt. Horst Reeh. Během příštích dvou měsíců sestřelil další dva letouny Bf 109. První z nich 21. května a druhý 27. června 1941. V roce 1942 se v Anglii oženil.
Od ledna 1942 1. peruť, sídlící v té době na letišti Tangmere, operovala výhradně se stroji Hurricane Mk.IIC. 12. února 1942 se 1. peruť podílela na útoku na německé torpédoborce v kanálu La Manche, které v rámci operace Cerberus doprovázely průlom německých těžkých hladinových jednotek z Brestu zpět do Německa. Dne 17. února 1942 byl Kuttelwascher povýšen z hodnosti Pilot Officer do hodnosti Flight Lieutenant a pověřen velením A-flightu. Poté přešla jednotka na nový typ leteckých operací – noční útoky nad Francií. Tyto lety prováděla jednotlivá letadla s cílem zničit německé bombardéry nad jejich územím. Díky tomu, že letouny nebyly vybaveny radarem a mohlo se tedy létat jen za jasných měsíčních nocí, šlo o velmi nebezpečné mise, vyžadující dobrou navigaci i zrak pilotů. Kuttelwascher létal s letounem Hawker Hurricane Mk.IIC (BE581) s označením JX-E, vybaveným přídavnými nádržemi, dovolujícími až třiapůlhodinový let. Rychle se předvedl jako nejlepší noční stíhač perutě. První letoun Junkers Ju 88 sestřelil 1. dubna 1942 nad letištěm Melun, druhý následně poškodil. Dne 17. dubna nad St. André sestřeluje Dornier Do 217, 27. dubna pak nad letištěm Rouen-Boos likviduje Dornier Do 17 a poškozuje střelbou noční stíhací Ju 88C. Další noční vítězství nad Do 217 si připisuje 1. května v oblasti letiště Rennes, stejnou noc ještě sestřeluje He 111. V noci z 4. na 5. května během jediného letu zničil tři bombardéry, které identifikoval jako Heinkel He 111, přistávající na základně St. André-de-l'Eure. Stal se tak druhým nočním stíhačem RAF (po Miroslavu Mansfeldovi), kterému se podařilo docílit tří vítězství za jednu noc (Mansfeld dosáhl trojitého vítězství o 4 noci dříve). Dne 3. června sestřelil Do 217, který dopadl do moře 8 km od Dunkerku. Následující noc likviduje He 111 a další Do 217, 22. června sestřelil Ju 88. Své osobní skóre Kuttelwascher navyšuje 29. června sestřelem Do 217 E-4 (Werk-Nr. 5379) od jednotky 7./KG 2 „Holzhammer“ u Trevieres. Poslední úspěchy si připisuje 2. července 1942 sestřelením dvou Do 217 a poškození třetího. V průběhu tří měsíců 15 letadel sestřelil a 5 poškodil (z celkového počtu 21 sestřelených letounů celé perutě). Dnem 9. července 1942 byla 1. squadrona přesunuta z Tangmere do Acklingtonu. Zde se začala přezbrojovat na typ Hawker Typhoon.
8. července 1942 byl Kut na vlastní žádost přidělen k 23. noční stíhací peruti na základně Ford v Sussexu. Dne 6. srpna 1942 odevzdala dosavadní výzbroj sestávající z letounů Douglas Boston Mk.III a Havoc Mk.I a kompletně přezbrojena na de Havilland Mosquito NF. Mk.II. Zde se však už v boji s nepřítelem nesetkal. 1. října 1942 byl odvolán a přidělen na štábní práci v Inspektorátu československého letectva v Londýně. Dne 10. června 1943 byl poslán na půlroční misi do USA. Během pobytu v USA se jeho zápisník letů rozšířil o typy Lockheed P-38 Lightning, Curtiss P-40 Warhawk a North American P-51 Mustang. Od října ve svém turné pokračoval v Kanadě, kde létal např. s letouny Airspeed Oxford, Avro Anson a Lockheed Hudson. Po návratu do Velké Británie 12. prosince 1943 byl převelen k nebojové 32. jednotce mechaniků se sídlem v St. Athamu v jižním Walesu, kde sloužil až do konce války. Zde testoval stroje Avro Lancaster, Avro Lincoln, Handley Page Halifax, Vickers Wellington, Bristol Beaufighter, Fairey Firefly, Vickers Warwick, Miles Magister, Miles Master, Avro York, Percival Proctor, North American B-25 Mitchell a Supermarine Spitfire.
Karel Kuttelwascher má během války potvrzených 18 sestřelů – největší počet mezi českými piloty (mezi československými byl ještě úspěšnější Ján Režňák v barvách Slovenského štátu s 32 potvrzenými sestřely), ačkoliv nejčastěji bývá uváděno rovných dvacet (dvě letadla ve Francii v roce 1940). Je také považován za nejlepšího nočního přepadového pilota RAF a šestého nejúspěšnějšího nočního stíhače[zdroj⁠?!] (zde je třeba podotknout, že většina ostatních pilotů létala s letouny vybavenými radarem). Pětkrát byl vyznamenán Československým válečným křížem (1939), také obdržel vyznamenání Záslužný letecký kříž (DFC) se stuhou a francouzský válečný kříž – Croix de guerre.

### Po roce 1945
Po skončení války se Kuttelwascher vrátil 18. srpna 1945 do Československa, krátce nato jej následovala jeho manželka Ruby s dvěma dcerami Verou a Mari. Jako příslušník Československého letectva byl povýšen na štábního kapitána a dislokován v Ruzyni. O měsíc později se vrátil na svou bývalou základnu v Hradci Králové jako instruktor na Letecké akademii, kde nejvíce letů absolvoval na stroji Avia C-2, příležitostně pak na Aero C-4.
Jeho manželka Ruby se s životem v Československu a Kuttelwascherovou službou v letectvu nesžila a v lednu 1946 se vrátila do Anglie. Také Karel Kuttelwascher s obavami sledoval rostoucí moc Komunistické strany Československa pod sovětským „dohledem“ ve znovuobnovené republice. Požádal si proto o vrácení víza do Velké Británie. Dne 21. května 1946 rezignoval na službu v letectvu a po pěti dnech, v den československých parlamentních voleb se vrátil do Británie. Zde od listopadu 1946 létal jako civilní pilot u British European Airways na strojích Vickers Viking, Airspeed AS.57 Ambassador a Vickers Viscount. Manželství s Ruby bylo rozvedeno v roce 1951. V roce 1955 začal Karel Kuttelwascher podnikat, ale nadále létal. 25. ledna 1956 se stal naturalizovaným britským občanem. V témže roce byl povýšen do hodnosti kapitána RAF. 13. srpna 1959 při pobytu na dovolené v St Austell v Cornwallu jej stihl infarkt. Byl převezen do místní nemocnice, ale v noci ze 17. srpna utrpěl druhý infarkt. Jeho hrob se nachází v Uxbridge u Londýna.
Dne 8. května 2000 byl in memoriam povýšen do hodnosti brigádní generál.
Dne 16. srpna 2009, v předvečer 50. výročí jeho úmrtí, mu byla odhalena pamětní deska na jeho rodném domě ve Svatém Kříži.
V roce 2016 mu byl udělen Řád Bílého lva I. třídy.